# Limax zilchi
Limax zilchi ist eine Nacktschnecken-Art aus der Familie der  Schnegel (Limacidae), die zu den Landlungenschnecken (Stylommatophora) gehört. 

## Merkmale
Die Exemplare von Limax zilchi werden ausgestreckt bis über 150 mm lang. Der Körper ist grau weißlich bis grau-gelblich mit zwei Reihen länglicher, schwärzlich-brauner Flecken beiderseits der Medianlinie, die bis zum Mantelschild reichen. Auf den Seiten ist die Färbung heller mit mehr oder weniger dichter Sprenkelung oder dunklen Flecken. Sprenkelung und Flecken können auch auf den hinteren Teil des Körpers beiderseits des Kiels beschränkt sein. Dieser ist nur schwach entwickelt und auf das letzte Körperdrittel beschränkt. Der Mantelschild ist relativ groß, elliptisch, gerundet am Vorder- und Hinterende mit konzentrischen Streifen. Die Fußsohle zeigt drei Längsstreifen, die aber einfarbig sind. Der Darm weist sechs Darmschlingen jeweils ohne Anhänge auf. 
Im Geschlechtsapparat ist die einlappige Zwitterdrüse relativ groß, läuft konisch zu und liegt im hintersten Teil des Eingeweidesackes. Der sehr lange Zwittergang (Ductus hermaphroditicus) ist zunächst dünn, wird dann zunehmend aber unregelmäßig dicker mit einigen Einschnürungen und Verdickungen. Der Endteil ist er geschlängelt. Die Eiweißdrüse (Albumindrüse) ist vergleichsweise klein. Der gelblichweiße Eisamenleiter (Spermovidukt) ist kurz und in einige unregelmäßige Windungen gelegt. Die Prostata ist gut entwickelt, weist viele kleine Einengungen auf und ist etwa so dick wie der Spermovidukt. Der gleichmäßig dünne Eileiter (Ovidukt) zweigt vor der Prostata ab und ist am Ende erweitert. Vom Ende der Prostata verläuft der dünne, lange Samenleiter (Vas deferens) etwa parallel zum Penis; er ist mit dem Penis durch eine Membran verbunden. Der Penis ist etwa körperlang und dick, im unteren Teil gewunden, zum Apex hin auch spiralisiert. Der Penis endet in einem relativ langen Blindsack, an dem der Penisretraktormuskel ansetzt. Der Samenleiter mündet noch vor dem Ansatz des Penisretraktormuskels in den Penis. Die Spermathek (Samenblase)  ist vergleichsweise klein, unregelmäßig eiförmig und sitzt auf einem kurzen, dünnen Stiel. Im Innern des (nicht ausgestülpten) Penis setzt eine stark gefaltete Membran längs an der Wand an, die zum Apex hin kräftiger wird.

### Ähnliche Arten
Limax zilchi unterscheidet sich durch die Färbung von anderen bekannten Arten. Das letzte Körperdrittel ist nicht wie bei L. cinereoniger seitlich komprimiert. Der Kiel ist schwach ausgebildet.

## Geographische Verbreitung, Lebensraum und Lebensweise
Die Art wurde bisher nur in der nördlichen Dobrudscha (Rumänien) gefunden und ist dort wohl endemisch. 
Die Tiere leben in alten Laubwäldern (Linden-Eichenwald) beim Kloster Cocoş, (nur wenige Kilometer südlich der Donau gelegen) und der näheren Umgebung. Bei feuchtem Wetter kriechen sie am Waldboden umher. Tagsüber und bei trockenem Wetter verstecken sie sich unter Baumrinde und Totholz, seltener auch in der Laubstreu. Die Schnecke ist ziemlich agil und reagiert wenig auf Störungen. Zur Ernährung, Kopulation und Fortpflanzung gibt es bisher keine Angaben.

## Taxonomie
Das Taxon wurde 1960 von Alexandru Grossu und Dochita Lupu erstmals beschrieben. Seither sind keine neuen Daten zu dieser Art hinzugekommen.

## Belege

### Online
- AnimalBase - Limax zilchi